# Algonquin Round Table

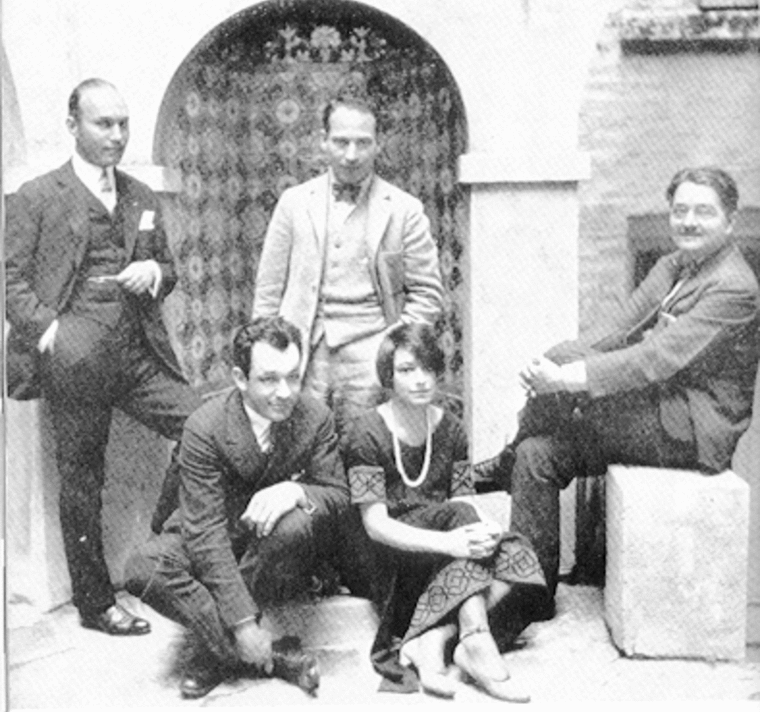
Une partie des membres de l'Algonquin Round Table : Art Samuels, Charles MacArthur, Harpo Marx, Dorothy Parker et Alexander Woollcott.

L'Algonquin Round Table (la Table Ronde de l’Algonquin) est un groupe d'écrivains et acteurs américains qui se réunissait dans les années 1920 à l'Hôtel Algonquin à Manhattan, New York,,.
Il était surnommé le « Cercle Vicieux » ("The Vicious Circle"), car les réunions se tenaient autour d'une grande table ronde. C'était une sorte d'institution mondaine et intellectuelle qui avait une certaine influence sur la société New Yorkaise.
Parmi les membres figuraient Dorothy Parker,, Robert Benchley, Irving Berlin, George S. Kaufman, Edna Ferber, Marc Connelly, Harold Ross, Jasha Heifetz, Alexander Woollcott, Alice Duer Miller, Robert Sherwood, Harpo Marx, Tallulah Bankhead, Estelle Winwood, Eva Le Gallienne, Heywood Broun,  Noël Coward, Neysa McMein et autres.
Tallulah Bankhead, Estelle Winwood, Eva Le Gallienne et Blyth Daly, bien connues dans la communauté des acteurs comme étant lesbiennes, sont surnommées Les Quatre Cavaliers de l'Algonquin, en référence à la fois à l'Algonquin Round Table et au film de 1921, Les Quatre Cavaliers de l'Apocalypse.
Ces réunions eurent lieu pendant dix ans, de 1919 à 1929.

## Filmographie
- Un documentaire américain retrace l'histoire de ce groupe : The Ten-Year Lunch, récompensé par un Oscar en 1987.
- Mrs Parker et le Cercle vicieux, film réalisé par Alan Rudolph, sorti en 1994.